# Micropsectra pharetrophora
Micropsectra pharetrophora е вид насекомо от разред Двукрили (Diptera), семейство Хирономидни (Chironomidae). Среща се в Германия и Италия.